# Wang Shishen
Wang Shishen ou Wang Che-Chen ou Wang Shih-Shēn, surnom : Jinren, noms de pinceau : Chaolin, Qidong Waishi, etc. Né en 1686, originaire de la province de Anhui, mort en 1759. XVIIIe siècle, actif à Yangzhou vers 1730-1750, est un peintre chinois.

## Les Huit Excentriques deYangzhou
Selon le Registre des Bateaux Fleuris de Yangzhou (Yangzhou huafang lu, 1795), un livre qui recense les peintres célèbres de cette ville, plus de cent peintres de renom y exercent leur activité aux périodes Kangxi, Yongzheng et Qianlong. Parmi eux figurent les Huit excentriques de Yangzhou (Li Shan, Wang Shishen, Jin Nong, Huang Shen, Li Fangying, Zheng Xie, Gao Xiang et Luo Ping. Ils impriment de nouvelles idées et techniques à la peinture d'oiseaux-et-fleurs, de bambous et de rochers, qui favorisent la pleine expression de l'individualité de l'artiste, et exercent une influence profonde sur les peintres des générations suivantes. Chacun de ces artistes met l'accent sur l'expression et la perfection de la personnalité individuelle, refusant de suivre les règles établies de quelques peintre ou école de peinture que ce soit.

## Biographie
Peintre de paysages et fleurs, ami de Jin Nong et de Hua Yan, Wang Shishen compte parmi les Huit Excentriques de Yangzhou (Yangzhou bagai) et excelle dans les paysages floraux, tout particulièrement dans les fleurs de prunier, comme son contemporain Li Fangying. Les siennes toutefois visent à être avant tout des motifs excentriques plutôt que des portraits naturalistes ; le mouvement du pinceau y obéit à des règles calligraphiques qui lui sont propres, absolument indépendamment de l'évolution de la branche de prunier. De fait, la fragilité et la préciosité de ses œuvres en disent plus long sur le goût de l'artiste que sur le sujet traité et révèlent son aptitude à la décoration.

## Musées
- Canton :
  - Après le portrait de Daoqi, encre sur papier, rouleau en hauteur.